# Флокс (Стар Трек)
Д-р Флокс е герой от фантастичната вселена на Стар Трек, и по-точно от телевизионния сериал Стар Трек: Ентърпрайз, където ролята се изпълнява от актьора Джон Билингсли.
Флокс е главният лекар на космическия кораб Ентърпрайз.

## Биография
Флокс е денобуланец, и е бил на Земята като част от Междурасов Медицински Обмен, преди да приеме работата на борда на Ентърпрайз. Като част от обмяната, той си кореспондира с човешкия представител на Денобула, д-р Лукас (След нападението на Земята от зиндите, Лукас е преместен от Денобула в Земния криогенен склад, известен като Студена станция 12).
Флокс има три жени, като всяка от тях има по още двама съпрузи. Само една от жените му, Фиизал, е показана в сериала. Флокс има пет деца: две дъщери, които като него, работят в медицинската сфера, и трима синове, един от които, Метис, за известен период от време не е в много добри отношения с баща си.
Докторът е отворен към други раси и култури, дори и към антарианците, раса която е била във война с денобуланците. Лазаретът му съдържа цял междупланетен зоопарк с най-различни животни, някои от тях са храна за други животни, които от своя страна се използват за направата на различни лекарства.
Флокс е любопитен и има странно чувство за хумор. Той обича земната кухня, особено китайска храна. Той също се интересува и от религия: веднъж се е молил с група монаси, посещаващи Ентърпрайз, прекарал е една седмица в тибетски манастир, присъствал е на литургия в базиликата Свети Петър в Рим, и е наблюдавал ритуала Тал Шара във вулканското общество в Сосалито.
Физическите способности на Флокс са разкрити постепенно. Той се нуждае от много малко сън, вместо това той изпада веднъж в годината в „хибернация“, която продължава шест дни. Флокс има голям контрол над лицевите си мускули, поради това той може да си отвори устата по-широко от хората (това е демонстрирано в епизода „Броукън Бау“). Когато се чувстват самотни, денобуланците могат да изпитат много реалистични халюцинации (това е показано в епизода „Лекарски предписания“). Когато се чувства заплашен, Флокс може да надуе главата си, подобно на рибата таралеж, за да изплаши нападателите (това е показано в епизода „У дома“).

## Огледална вселена
В огледалната вселена, Флокс е пълна противоположност на този от нормалната вселена. Огледалният Флокс се облича в черна кожета униформа, за разлика от цивилните дрехи, които носи „истинския Флокс“. Той, подобно на нацисткия учен Йозеф Менгеле, прави ужасяващи експерименти с живи същества в лазарета си, който наподобява стая на ужаси.
Когато ISS Ентърпрайз е унищожен от толианците, Флокс, заедно с останалите оцелели, се премества на USS Дефайънт, който е командван от командир Джонатан Арчър. В края на епизода огледалните Т'Пол и Совал успяват да убедят Флокс да се присъедини към въстанието против Земната империя, но опитът му да саботира кораба е предотвратен от огледалния Чарлс Тъкър III.

## Интересни факти
- В епизодът "Регенерация", изглежда че Флокс е устойчив (но не и имунизиран) към ефектите на боргските наносонди, което подсказва, че най-вероятно и цялата денобуланска раса е устойчива на сондите.